# Be My Lover
«Be My Lover» (с англ. — «Будь моим возлюбленным») — сингл немецко-американской группы La Bouche, выпущенный в марте 1995 года в качестве второго сингла с альбома Sweet Dreams. Он остается одним из их самых успешных хитов, наряду с песней «Sweet Dreams». Сингл имеет множество ремиксов. Он достиг 6-го места в Billboard Hot 100 в США. Он также возглавлял Billboard Hot Dance Club Play в течение двух недель в декабре 1995 года. В Европе «Be My Lover» стал хитом номер один в Германии, Швеции и в Eurochart Hot 100. На сегодняшний день[какой?] сингл разошелся тиражом в 6 миллионов экземпляров по всему миру.
В 2001 году, когда Мелани Торнтон покинула группу, чтобы начать свою сольную карьеру, La Bouche выпустила новую версию песни с вокалом Наташи Райт (которая заменила Мелани Торнтон в качестве певицы группы).

## История создания
Американский рэпер Лейн Маккрей познакомился с певицей Мелани Торнтон в Саарбрюккене, Германия, когда он находился на службе в ВВС США. Торнтон переехала из США в Германию, где выступала в качестве приглашенной вокалистки в записях танцевальной поп-музыки.
Торнтон и Маккрей начали выступать в группе под названием Groovin' Affairs и были замечены немецким продюсером Фрэнком Фарианом, вдохновителем и продюсером дуэта Milli Vanilli. Под руководством Фариана был основан дуэт La Bouche. Маккрей и Торнтон написали песню «Be My Lover». Весной 1994 года песня записывалась в студии. Из-за службы Маккрея в ВВС США успех La Bouche переживал некоторые трудности, но несмотря на это дуэт стал одним из самых популярных евродэнс дуэтов середины 90-х годов.
Позднее Лейн Маккрей расскажет:
Я все пытался найти слова для припева, который звучит Ла-да-да-ди. Мы не могли ничего придумать, поэтому просто оставили так как есть.

## Композиция
Песня написана в тональности до-диез минор и следует темпу 134 удара в минуту. Он следует основной аккордовой прогрессии C♯m–A–B, а вокал простирается от G♯3 до F♯5.

## Критика
Газета The Atlanta Journal-Constitution описала песню как «энергичный хит». Мэтт Стопера и Брайан Галиндо из BuzzFeed поставили эту песню на 6-е место в своем списке «101 величайшая танцевальная песня 90-х годов» в 2017 году, отметив, что когда вы думаете о танцевальном артисте или группе 90-х годов, La Bouche обязательно будет в этом списке. Легенда. Бет Д'Аддоно из Delaware County Daily Times прокомментировала:
Ла да да ди да да да... Затем начинается этот заразительный диско-бит, и песня орет из автомобильного радио, захватывает танцпол, эхом разносится по фитнес-клубу, вдохновляя степ-классы на еще большие высоты.
Джеймс Арена, автор книги «Звезды танцевальной поп-музыки 90-х: 29 хитмейкеров обсуждают свою карьеру», описал песню как незаменимую классику десятилетия .  Журнал People написал, что в песне сочетается жизнерадостный вокал с темными минорными аранжировками. Газета Richmond Times-Dispatch прокомментировала в своем обзоре:
Я безумно завидую ведущему женскому вокалу Мелани Торнтон. У нее замечательный, гибкий голос.
Газета The Tampa Tribune отметила, что вокал Мелани Тортон лучше, чем у среднестатистической диско-певицы. Журнал Vibe поместила эту песню в свой список из «30 танцевальных треков 90-х годов, которые изменили игру» в 2013 году.

## Чарты
Сингл возглавил как американский Billboard Hot Dance Club Play, так и канадский RPM Dance Chart, а также вошел в Топ-10 Billboard Hot 100. Он достиг первого места в Германии и Швеции и второго места в Австралии, Исландии, Италии и Норвегии. Песня вошла в Топ-10 хитов по меньшей мере в 16 странах, таких как Бельгия, Дания, Франция, Венгрия, Ирландия, Нидерланды, Испания и Швейцария. В Eurochart Hot 100 сингл достиг первого места 27 мая 1995 года. В Великобритании он достиг 25-го места в UK Singles Chart 25 февраля 1996 года. На сегодняшний день сингл разошелся тиражом в 6 миллионов копий по всему миру. Он стал золотым в Австрии, Франции, Германии и США и платиновым в Австралии. Дуэт La Bouche получил премию Echo Award в 1996 году в Германии за «Лучший танцевальный сингл» с песней Be My Lover и премию ASCAP award в США за «Самую популярную песню в Америке». Песня также была номинирована на премию MTV Video Music Awards 1996 года за «Лучшее танцевальное видео», а сам дуэт был номинирован на премию MTV Video Music Awards 1996 года.

## Видеоклип
Существует две версии видеоклипа на эту песню, европейская и американская.
Европейская версия была снята в городе ночью. Мелани Торнтон появляется как госпожа, одетая в черное. Она ведет фургон, похищая Маккрея в подпольный клуб, где несколько мужчин находятся в плену. Они висят вниз головой на крюках в потолке. Торнтон ходит вокруг этих мужчин, пока она поет. Внезапно Маккрей ухитряется вырваться и бросается к Торнтон. Отредактированная версия не показывает, что Маккрей был захвачен, и почти все сцены с мужчинами, висящими вниз головой, были вырезаны. Музыкальное видео было загружено на YouTube в феврале 2016 года. По состоянию на август 2020 года он набрал более 38,5 миллиона просмотров.
Американская версия была снята в студии, где Торнтон пела в микрофон, одетая в фиолетовое платье, а Маккрей в очках для плавания записывал песню. Режиссером выступил Андраш Мар.

## Рейтинг
| Год  | Издатель | Страна | Рейтинг                                                         | Место |
| ---- | -------- | ------ | --------------------------------------------------------------- | ----- |
| 2012 | Porcys   | Польша | 100 Singli 1990-1999                                            | 70    |
| 2013 | Vibe     | США    | Before EDM: 30 Dance Tracks From The '90s That Changed The Game | 16    |
| 2015 | Idolator | США    | The 50 Best Pop Singles of 1995                                 | 30    |
| 2017 | BuzzFeed | США    | The 101 Greatest Dance Songs Of the '90s                        | 6     |

## В кино
Песня прозвучала в бразильском сериале 1995 года «Новая жертва», в эпизоде американского телесериала «Беверли-Хиллз, 90210», в фильме «Роми и Мишель на встрече выпускников», в фильме «Ночь в Роксбери» и других.

## Каверы
- Румынская поп-певица Инна выпустила кавер на песню для своего третьего студийного альбома Party Never Ends и в качестве официального сингла в 2013 году.
- Голландский диджей и продюсер Сэм Фелдт записал кавер-версию этого трека вместе с Алексом Шульцем в 2017 году.
- Акина Накамори записала эту песню в своем кавер-альбоме Cage 2017 года[19].
- В 2018 году австрийский рэпер Raf Camora и немецкий рэпер Bonez MC использовали сэмпл этой песни для своего хитового сингла «Kokain».
- В 2019 году итальянский исполнитель Ахилл Лауро сэмплировал эту песню для своего хитового сингла «1990».

## Трек-лист
| CD maxi 1 1. "Be My Lover" (radio edit) – 3:58 2. "Be My Lover" (club mix 135 BPM) – 5:28 3. "Be My Lover" (trance mix 150 BPM) – 6:35 4. "Do You Still Need Me" – 3:35 CD maxi – U.S. 1. "Be My Lover" (club mix) – 6:26 2. "Be My Lover" (Spike club mix) – 8:54 3. "Be My Lover" (Hi-NRG mix) – 5:46 4. "Be My Lover" (Alex goes to Cleveland mix) – 5:06 5. "Be My Lover" (Doug Laurent classic mix edit) – 4:07 12" maxi – U.S., UK, Ireland 1. "Be My Lover" (Spike club mix) – 8:54 2. "Be My Lover" (club mix) – 6:26 3. "Be My Lover" (Spike dub) – 8:21 4. "Be My Lover" (Hi-NRG mix) – 5:46 | 12" maxi – Europe 1. "Be My Lover" (club mix) – 5:28 2. "Be My Lover" (house mix) – 4:26 3. "Be My Lover" (trance mix) – 6:35 4. "Be My Lover" (radio edit) – 3:59 CD maxi – Remixes 1. "Be My Lover" (euro dance mix) – 6:12 2. "Be My Lover" (Hi-NRG mix) – 5:47 3. "Be My Lover" (serious groove dub mix) – 5:41 4. "Be My Lover" (Alex goes to Cleveland mix) – 5:05 5. "Be My Lover" (Doug Laurent classic mix – edit) – 4:10 6. "Be My Lover" (trance mix) – 7:12 7. "Be My Lover" (house mix) – 4:51 CD single / Cassette 1. "Be My Lover" (radio edit) – 3:58 2. "Be My Lover" (trance mix) – 6:35 (Germany only) 3. "Be My Lover" (house mix) – 4:49 (France only) 4. "Be My Lover" (radio edit 2) – 3:58 (U.S. only) |

## Чарты и продажи
| Чарт (1995–96)                       | Позиция |
| ------------------------------------ | ------- |
| Australia (ARIA)                     | 2       |
| Austria (Ö3 Austria Top 40)          | 3       |
| Belgium (Ultratop 50 Flanders)       | 6       |
| Belgium (Ultratop 50 Wallonia)       | 10      |
| Канада (RPM Top Singles)             | 18      |
| Канада (RPM Dance/Urban)             | 1       |
| Denmark (IFPI)                       | 9       |
| Europe (Eurochart Hot 100)           | 1       |
| Finland (Suomen virallinen lista)    | 18      |
| France (SNEP)                        | 7       |
| Germany (Media Control Charts)       | 1       |
| Hungary (Mahasz)                     | 6       |
| Iceland (Íslenski Listinn Topp 40)   | 2       |
| Ireland (IRMA)                       | 8       |
| Israel (Israel Top-30)               | 11      |
| Italy (Musica e dischi)              | 2       |
| Netherlands (Dutch Top 40)           | 2       |
| Нидерланды (Single Top 100)          | 3       |
| New Zealand (RIANZ)                  | 44      |
| Norway (VG-lista)                    | 2       |
| Scotland (Official Charts Company)   | 15      |
| Spain (AFYVE)                        | 6       |
| Sweden (Sverigetopplistan)           | 1       |
| Switzerland (Schweizer Hitparade)    | 5       |
| UK Singles (Official Charts Company) | 25      |
| UK Dance (Official Charts Company)   | 20      |
| US Billboard Hot 100                 | 6       |
| US Billboard Hot Dance Club Play     | 1       |
| US Billboard Rhythmic Top 40         | 6       |
| US Billboard Top 40 Mainstream       | 4       |
| US Cash Box                          | 5       |

| Чарт (1995)                        | Позиция |
| ---------------------------------- | ------- |
| Austria (Ö3 Austria Top 40)        | 13      |
| Belgium (Ultratop 50 Flanders)     | 28      |
| Belgium (Ultratop 50 Wallonia)     | 34      |
| Canada Dance/Urban (RPM)           | 11      |
| Europe (Eurochart Hot 100)         | 20      |
| France (SNEP)                      | 22      |
| Germany (Official German Charts)   | 9       |
| Iceland (Íslenski Listinn Topp 40) | 53      |
| Netherlands (Dutch Top 40)         | 22      |
| Netherlands (Single Top 100)       | 40      |
| Sweden (Sverigetopplistan)         | 18      |
| Switzerland (Schweizer Hitparade)  | 5       |

| Chart (1996)         | Position |
| -------------------- | -------- |
| Australia (ARIA)     | 18       |
| US Billboard Hot 100 | 23       |

| Регион | Сертификация | Продажи  |
| --- | ------------ | -------- |
| Австралия (ARIA) | Платиновый   | 70 000^  |
| Австрия (IFPI Austria)                                                                                                   | Золотой      | 25 000*  |
| Франция (SNEP) | Золотой      | 250 000* |
| Германия (BVMI) | Золотой      | 250 000^ |
| США (RIAA) | Золотой      | 500 000^ |
| * Данные о продажах приведены только на основе сертификации. ^ Данные о тиражах приведены только на основе сертификации. |              |          |